# Oxie SK/Klågerups GIF
Oxie SK/Klågerups GIF var en fotbollsklubb från Oxie, Malmö. Föreningen bildades efter en sammanslagning av damlagen från Oxie SK och Klågerups GIF. Herrlagen var kvar i respektive klubbar. 

Föreningen var aktiv i en säsong, 2016, då i Division 3 Sydvästra Damer.